# Université de Californie à Los Angeles
Cet article possède un paronyme, voir Université d'État de Californie à Los Angeles.
L'université de Californie à Los Angeles (communément désignée par l'acronyme UCLA, ou  University of California, Los Angeles) est une université publique de renommée mondiale pour l'éducation et la recherche, située dans le quartier de Westwood à Los Angeles. Comptant plus de 41 000 étudiants, elle est le deuxième plus ancien des dix campus de l'université de Californie après UC Berkeley, et le plus important en termes de nombre d'étudiants et de professeurs.

## Géographie

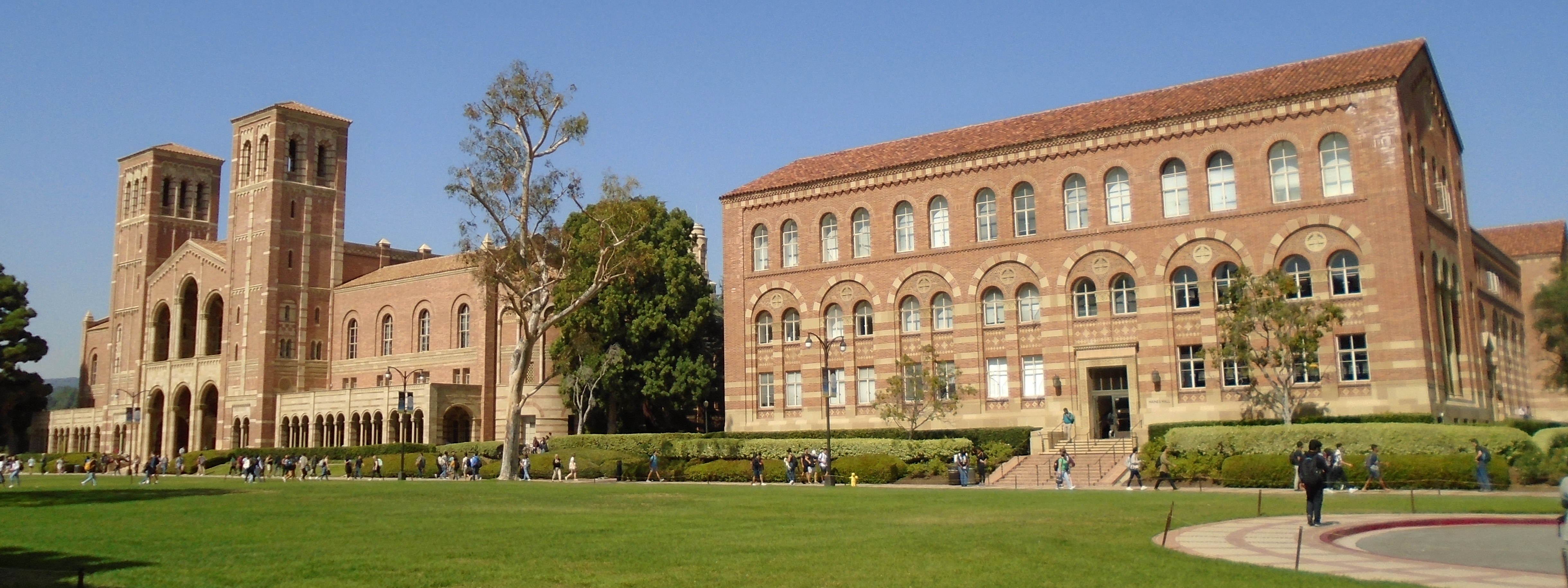
Le Royce Hall, bâtiment inauguré en 1926.

Elle est située à Los Angeles en Californie dans le quartier estudiantin de Westwood, adjacent aux quartiers résidentiels aisés de Bel Air, Holmby Hills, Tehrangeles (Little Persia), Beverly Hills, Hollywood et Santa Monica.
Lorsque UCLA inaugura son nouveau campus en 1929, celui-ci n'avait que quatre bâtiments. Aujourd'hui, 163 bâtiments sont dispersés sur un campus d'1,7 km2 au nord de Westwood et juste au sud de Sunset Boulevard.
Les premiers locaux furent construits sur les plans de la firme locale Allison & Allison, dans un style néo-roman et néo-byzantin empruntant au Rundbogenstil allemand, et qui fut repris dans les autres bâtiments jusqu'aux années 1950. Puis, l'architecte Welton Becket supervisa l'extension du campus pour les vingt années suivantes. C'est notamment à lui que l'on doit l'un des plus grands édifices du campus, l'UCLA Medical Center. D'autres architectes travaillèrent à l'agrandissement du campus comme A. Quincy Jones, William Pereira et Paul Williams. Les ajouts les plus récents sont dus à des architectes renommés tels qu'Ieoh Ming Pei (qui dessina la pyramide du Louvre à Paris), Richard Meier, Cesar Pelli ou encore Rafael Viñoly. La construction de nouveaux bâtiments est rendue nécessaire par l'accroissement des effectifs étudiants, si bien que les étudiants surnomment leur université « Under Construction Like Always ».
Le campus d'UCLA est agrémenté de sculptures (Sculpture Garden), de fontaines et d'une architecture soignée.

## Histoire

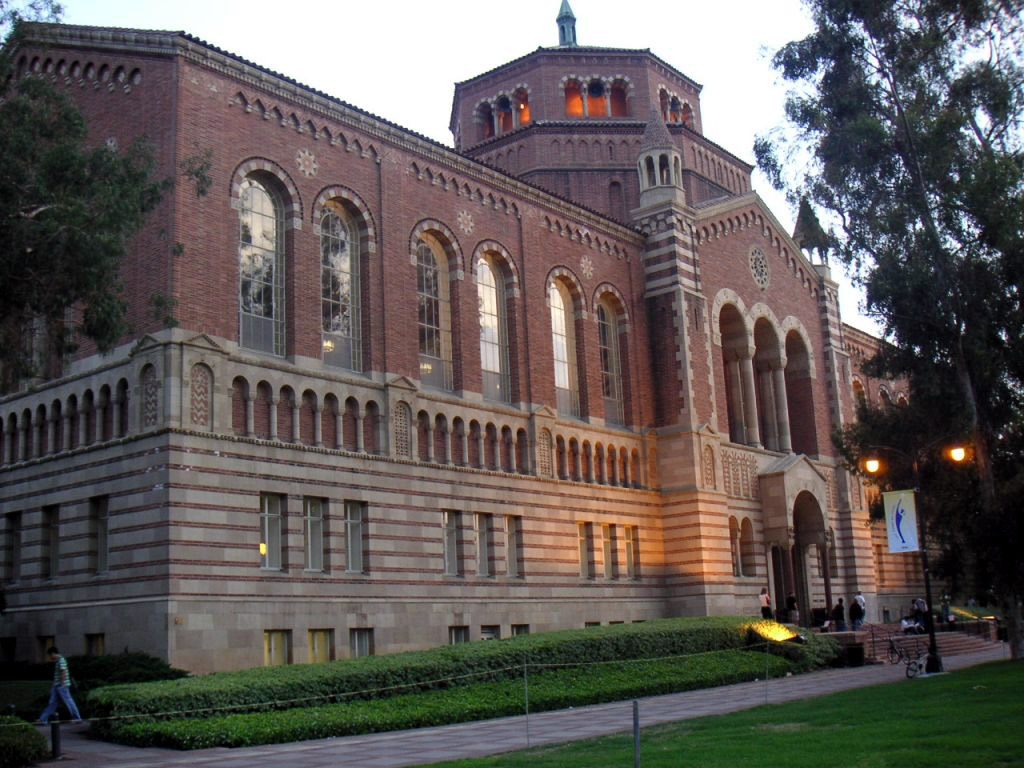
La bibliothèque Powell, de style néo-hispanique et néo-byzantin.

Le campus a été fondé en 1919 à Vermont Avenue. Dix ans plus tard, en 1929, il est transféré vers Westwood Village. En 1984, il sert de village olympique pour les Jeux olympiques d'été de Los Angeles. Le Broad Arts Center, inauguré en 2006, est dessiné par l'architecte américain Richard Meier. Il abrite le département d'arts visuels et a été financé par l'entrepreneur philanthrope Eli Broad.
Le Daily Bruin (en) est le principal journal étudiant de l'université.
C'est à l'UCLA qu'a eu lieu à l'automne 1969 la première connexion du réseau Arpanet, sous la direction de ses animateurs, notamment avec Vinton Cerf et Bob Kahn .

## Effectifs
En 2013, UCLA comptait 28 674 étudiants de premier cycle et 13 138 de cycles supérieurs. Ces effectifs augmentent chaque année. L'université reçoit annuellement plus de 110 000 demandes pour l'admission au premier cycle, soit plus que toute autre université américaine, et accepte environ un postulant sur cinq,.

## Recherche
Avec plus de 290 unités de recherche et des milliers de projets scientifiques financés pour un budget total (2011-2012) d'environ 1 milliard de dollars, UCLA est l'une des plus importantes institutions de recherche mondiale.
Parmi ses départements et écoles, on compte :
- Anderson School of Management (MBA classé 10e d'après US News 2007)
- Geffen School of Medicine (Classée 11e d'après US News 2007)
- Law School (droit)
- Samueli School of Engineering

## Classements nationaux et internationaux
UCLA est classée au 17e rang mondial selon le Times Higher Education World University Rankings 2019,
UCLA est classée au 14e rang mondial selon l'Academic Ranking of World Universities 2021 de l'université Jiao Tong de Shanghai.
Selon le dernier classement de l'US News, UCLA est classée au 1er rang des universités publiques américaines.
En 2019, selon les critères de classement du  Washington Monthly (en) : obtention de doctorats, contribution au bien public dans trois grandes catégories: mobilité sociale, recherche et promotion du service public, UCLA est classée au 12e rang des universités américaines.
Selon le QS World University Rankings de 2016-2017, UCLA  est classée au 3e rang des meilleures universités du monde. Les diplômés de UCLA sont parmi les étudiants les plus employables du monde dès leur sortie de l'université.

## Personnalités liées à l'université

### Prix Nobel
16 lauréats du prix Nobel ont été associés avec UCLA comme professeurs (8) ou anciens étudiants (8) :
- Prof. Andrea M. Ghez (physique, 2020)
- Prof. James F. Stoddart (chimie, 2016)
- Prof. Lloyd Shapley (économie, 2012)
- Prof. Louis Ignarro (physiologie et médecine, 1998)
- Prof. Paul D. Boyer (chimie, 1997)
- Prof. Donald Cram (chimie, 1987)
- Prof. Julian Schwinger (physique, 1965)
- Prof. Willard Libby (chimie, 1960)
- Ardem Patapoutian (médecine, 2021)
- Randy Schekman (médecine, 2013)
- Richard Heck (chimie, 2010)
- Elinor Ostrom (économie, 2009)
- William Sharpe (économie, 1990)
- Bruce Merrifield (chimie, 1984)
- Glenn Seaborg (chimie 1951)
- Ralph Bunche (paix, 1950)

Les professeurs ont aussi reçu :
- 1 médaille Fields attribué à Terence Tao
- 10 National Medal of Science
- 12 fondation MacArthur
- 1 prix Turing
- 3 prix Pulitzer
- 1 prix Pritzker
- 100+ Guggenheim Fellowship et Sloan Fellowship
- 24 National Academy of Engineering
- 52 Académie nationale des sciences
- 7 National Academy of Education
- 1 Prix Vautrin-Lud

### Professeurs
- Jack Hirshleifer

### Étudiants
- Steve Abee
- Kareem Abdul-Jabbar
- Nebila Abdulmelik
- Nwando Achebe
- Troy Aikman
- Rene Almeling
- Lee Archer (pilote)
- Arthur Ashe
- Sean Astin
- Olga Balema
- Warren Barker
- Houston A. Baker Jr.
- Jeanne Quint Benoliel
- Mayim Bialik
- David Birney
- Dustin Lance Black
- Jack Black
- Shane Black
- Ralph Bunche
- Brooke Burke
- Nancy Cartwright
- Carlos Castaneda
- Peter Chan
- Aaron Cicourel
- Anne Collier
- Baron Davis
- George Duroy
- Vinton G. Cerf
- James Coburn
- Samuel Cohen
- Francis Ford Coppola
- Steve Crocker
- Walter Cunningham
- Murray Lee Eiland
- Chris Ferguson
- Karen Fukuhara
- Alan Dean Foster
- Gail Goodrich
- Christopher Gorham
- Jackie Joyner-Kersee
- Gary Jules
- Mark Harmon
- Walt Hazzard
- Anat Hoffman
- Laurie Holden
- Ron Karenga
- Joyce Gabiola
- Gloria Katz
- Guy Kawasaki
- Azadeh Kian
- John Lafia
- Kevin Love
- Ray Manzarek
- Daria Martin
- Steve Martin
- Isabell Masters
- Reggie Miller
- Jim Morrison
- Randy Newman
- Michael Ovitz
- Helen Owen
- Danielle Panabaker
- Myron Prinzmetal
- Evelyn Pruitt
- Jackie Robinson
- Sibyl M. Rock
- Holland Roden
- Betye Saar
- Ed Solomon
- Darren Star
- Arnold Schwarzenegger
- Bill Walton
- Aron Warner
- Michael Warren
- Russell Westbrook
- Jamaal Wilkes
- John Williams
- Kalil Wilson
- Fred Alan Wolf

## Sport

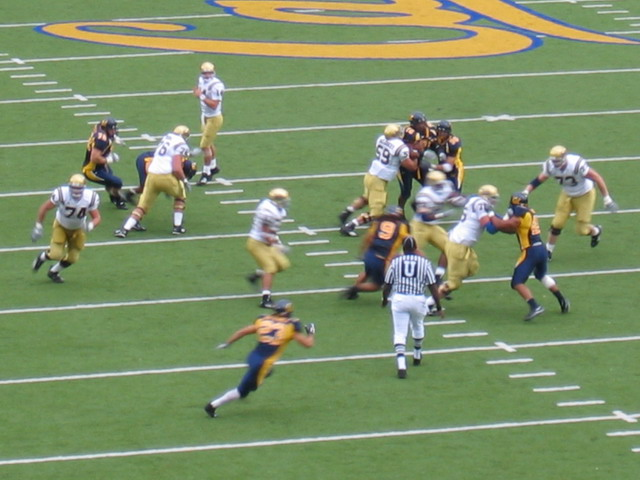
Football américain UCLA.

UCLA est aussi célèbre pour ses équipes sportives. En basket, les Bruins de l'UCLA ont ainsi remporté 11 fois le championnat universitaire NCAA et formé des joueurs NBA comme Lew Alcindor (devenu Kareem Abdul-Jabbar), Bill Walton, Reggie Miller, Baron Davis, Trevor Ariza, Jordan Farmar, Russell Westbrook, Kevin Love, Jrue Holiday, Jaime Jaquez Jr.....
L'équipe de football américain remporta le titre national du Championnat NCAA en 1954. Elle remporta également plusieurs bowls majeurs tel le Rose Bowl ou le Fiesta Bowl. Plusieurs joueurs de renom ont évolué avec les Bruins comme Troy Aikman ou Maurice Jones-Drew.
Karch Kiraly, considéré comme le meilleur joueur de volley et de beach-volley de tous les temps, est un ancien « Bruin ».

## Traditions
La vie estudiantine d'un(e) Bruin est ponctuée de nombreuses traditions, dont les plus célèbres sont peut-être :
- Le Cri de Minuit (Midnight Yell) : tous les soirs (à minuit) de la semaine des examens, la tradition veut que les étudiants externes se mettent à crier le plus fort possible pendant une minute. Cette petite pause est censée permettre de relâcher un peu de stress accumulé pendant les révisions. Les étudiants qui résident sur le campus n'ont pas le droit de participer à cet événement.
- La Course en sous-vêtements (Undie Run) : le mercredi soir de la semaine des examens, les étudiants sont invités à revêtir leur plus beau – ou moche, c'est selon – sous-vêtement, agrémenté ou non de quelques fantaisies, pour courir dans les rues et sur le campus, toujours dans le but d'évacuer le stress des examens. Le parcours est toujours le même mais a été changé à deux reprises depuis la première course à l'automne 2001. L'événement est tellement populaire qu'il n'est pas rare de voir des caméras de télévision faire un reportage, d'autant que le nombre important des participants requiert la présence de la police de l'université pour veiller au bon déroulement de la course et éviter toute activité dangereuse ou acte de vandalisme.
- Camp d'été à Lake Arrowhead : Chaque année, l'université organise un camp à Lake Arrowhead, situé à 2 heures et demie à l'est de Los Angeles. Là-bas, chaque famille dont un parent est un ancien étudiant de UCLA peut s'inscrire et ira normalement au camp chaque année, la même semaine du mois (à partir de fin juin jusqu'à fin août).
- Camps d'été éducatifs, appelés SuperCamp, y sont organisés chaque été.